# 309 Fraternitas
309 Fraternitas este un asteroid din centura principală, descoperit pe 6 aprilie 1891, de Johann Palisa.